# Conservatorio de Brno
El Conservatorio de Brno (en checo: Konzervatoř Brno) fue establecido en la localidad de Brno el 25 de septiembre de 1919 por el compositor de Moravia Leos Janacek. Leos Janacek intentó establecer y mejorar la alta educación musical en Brno desde su temprana edad. En 1881, fundó la Escuela de órganos; sin embargo, fue sólo el comienzo de sus esfuerzos en este campo. El conservatorio fue establecido para unirse a la Escuela de Órgano, la escuela de música de Beseda brněnská, y la escuela de música de Vesna.
El edificio del conservatorio fue diseñado en 1899 y posee un estilo neorrenacentista. Anteriormente a su actual uso, fue la sede del Instituto Pedagógico fundado por el emperador Francisco José I de Austria. En la placa conmemorativa del edificio se lee: „Kaiser Franz Josef I. widmete dieses Haus der Bildung von Volksschullehrern 1872." ("El Emperador Francisco José I dedicó esta casa a la enseñanza de la educación pública 1872").
El conservatorio regularmente organiza presentaciones en conjunto a la Orquesta Filarmónica de Brno.